# 海南腺萼木
海南腺萼木（学名：Mycetia hainanensis）为茜草科腺萼木属下的一个种。其种加词“hainanensis”意为“海南的”。